# Bilinguisme au Cameroun

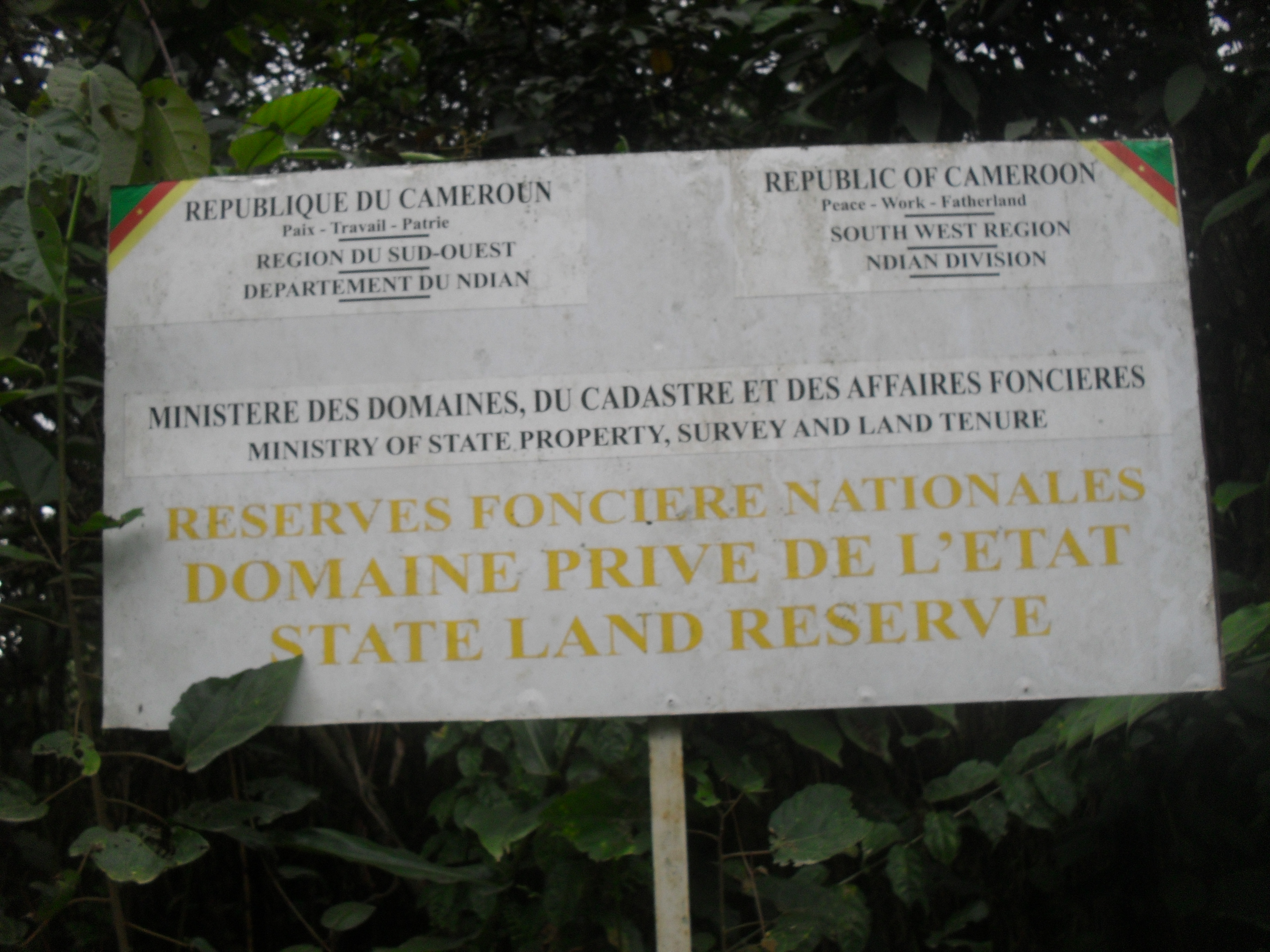
Enseigne bilingue de la Réserve sauvage des monts Rumpi en français et en anglais.

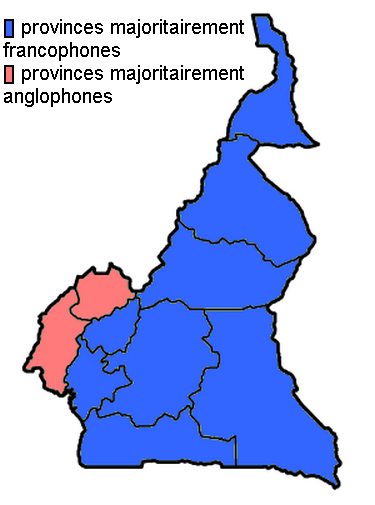
Carte des provinces majoritairement francophones et anglophones au Cameroun.

Le bilinguisme au Cameroun est une prescription des différentes lois fondamentales qu'a connues le pays depuis sa réunification le 1er octobre 1961. En effet, la constitution du Cameroun du 18 janvier 1996 promulguée par le président Paul Biya, révision de celle du 2 juin 1972 promulguée par Ahmadou Ahidjo, président de la République unie du Cameroun, dispose clairement : « La République du Cameroun adopte l'anglais et le français comme langues officielles d'égale valeur ».   
Mais le « vivre ensemble » des Camerounais et la pratique quotidienne de ce bilinguisme dans les services publics et parapublics ont conduit à une situation de crise socio-politique dans les régions anglophones du Cameroun en octobre 2016 , muée en conflit armé fin 2017.

## Histoire

Carte de l'évolution territoriale du Cameroun de 1901 à 1962.

Connu sous le nom de Kamerun, le Cameroun est un protectorat allemand de 1884 à 1916. Pendant cette période, la langue officielle est l'allemand.
Mais la Première Guerre mondiale éclate en 1914. Au Kamerun elle oppose l'Allemagne, d'un côté, à la France et le Royaume-Uni de l'autre, dès le 5 août 1914. L'Allemagne capitule au Kamerun en 1916, laissant le territoire aux belligérants vainqueurs que sont la France et le Royaume-Uni. Le traité de Versailles du 28 juin 1919 vient entériner la partition du territoire en deux. On parle alors de territoires sous mandat de la Société des Nations (SDN) dont l'administration est confiée à la France pour les 3/4 (Cameroun français) et au Royaume-Uni pour les 1/4 (Cameroun britannique).  
À l'issue de la Seconde Guerre mondiale, l'Organisation des Nations unies (ONU) succède à la Société des Nations (SDN) et réattribue l'administration du Cameroun à la France (pour sa partie orientale) et au Royaume-Uni (pour sa partie occidentale). Mais cette fois on parle plutôt de territoires sous tutelle des Nations unies. 
Le Cameroun français accède à l'indépendance en 1960 et prend le nom de République du Cameroun. Le Cameroun britannique est soumis à un référendum pour déterminer si le territoire devrait être rattaché au Nigeria ou au Cameroun. La partie nord du territoire (Cameroun septentrional), à majorité musulmane, est rattachée au Nigeria et la partie sud (Cameroun méridional), à majorité chrétienne et animiste, est rattachée au Cameroun. Ainsi naît la République fédérale du Cameroun en date du 1er octobre 1961. La constitution de 1961 régissant le nouvel État dit concrètement : « Les langues officielles de la République fédérale du Cameroun sont le français et l'anglais. » 

## Pratique
Pour promouvoir, contrôler et réguler la pratique au quotidien du bilinguisme au Cameroun, la présidence de la République et le Gouvernement procèdent par la publication de lois, décrets, ordonnances et circulaires. 
L'ordonnance no 72-11 du 26 août 1972 relative à la publication des lois, ordonnances, décrets et actes réglementaires de la République Unie du Cameroun dispose que la publication des actes législatifs ou réglementaires se fait au journal officiel en anglais et en français.
La circulaire no 001/CAB/PM du 16 août 1991 relative à la pratique du bilinguisme dans l'administration publique et parapublique propose un renforcement du bilinguisme dans ces administrations en neuf points qui sont : 
1. Tout Camerounais a le droit de parler français ou anglais à tout service public ou parapublic et obtenir la réponse dans la langue officielle de son choix.
2. Tout agent public ou parapublic doit se faire comprendre par son public cible, que celui-ci soit francophone ou anglophone.
3. Tout service ou document offert au public par les services publics et parapublics doit être disponible dans les deux langues officielles.
4. Toute note, toute publicité sur les services publics, les biens de l'État et l'usage de ceux-ci doit être rédigé dans les deux langues officielles dans un même support ou sur deux supports distincts placés côte à côte.
5. Les traités et les accords liant le Cameroun aux autres états, aux personnes particulières ou aux organismes étrangers doivent être en français et en anglais et stipuler clairement que les deux versions font également foi.
6. Les décisions des juridictions et de la Cour suprême doivent être rendus et rapidement mis à la disposition du public en français et en anglais.
7. Les villes de Yaoundé et de Douala doivent refléter le caractère bilingue du Cameroun.
8. Tout usager des moyens de communication publics ou parapublics doit recevoir les services en anglais et en français en même temps.
9. Les services publics et parapublics doivent contribuer à la promotion du bilinguisme dans les entreprises et organismes placés sous leur tutelle.

Dans la loi no 98/004 du 14 avril 1998 portant sur l'orientation de l'éducation au Cameroun, l'État camerounais "consacre le bilinguisme à tous les niveaux d'enseignement comme facteur d'unité et d'intégration nationale". La loi No 005 du 16 avril 2001 poursuit le même objectif au niveau de l'enseignement supérieur.
Le 23 janvier 2017, par décret no 2017/013 le chef de l'État camerounais, S.E. Monsieur Paul Biya, crée la Commission nationale pour la promotion du bilinguisme et du multiculturalisme au Cameroun, en abrégé "CNPBM". La commission a pour rôle de veiller au respect de la constitution camerounaise, d'identifier et porter à la connaissance du président de la République tout ce qui pourrait être une entrave à la paix sociale et à l'unité nationale, protéger et renforcer l'intégration nationale et le "vivre ensemble" des camerounais, car "le Cameroun est un et indivisible. Il le demeurera."  Le champ d'action de la CNPBM n'est pas seulement les services publics et parapublics, mais aussi tous les organismes privés recevant les subventions de l'État. 
Des écoles, collèges et lycées bilingues, privés ou publics, sont créés et fonctionnent sur toute l'étendue du territoire camerounais. 
Une semaine du bilinguisme précède la traditionnelle fête de la Jeunesse le 11 février de chaque année, occasion pour les jeunes scolarisés de montrer aux yeux du monde leurs capacités à comprendre, s'exprimer et écrire soit le français pour les anglophones soit l'anglais pour les francophones.

## Défis du bilinguisme au Cameroun

### Francisation du Cameroun
L'anglais est en nette régression au Cameroun depuis 2005. La ville de Yaoundé, capitale politique du pays, voit son taux de francophones augmenter de 14 % de 2005 à 2010. À Douala, la capitale économique, on s'exprime en français à près de 99 %. La plupart des jeunes Camerounais n'ont plus de langue maternelle que le français. Les textes législatifs ou réglementaires sont de plus en plus publiés en français et pas du tout traduits en anglais.

### Mouvement protestataire dans les régions anglophones

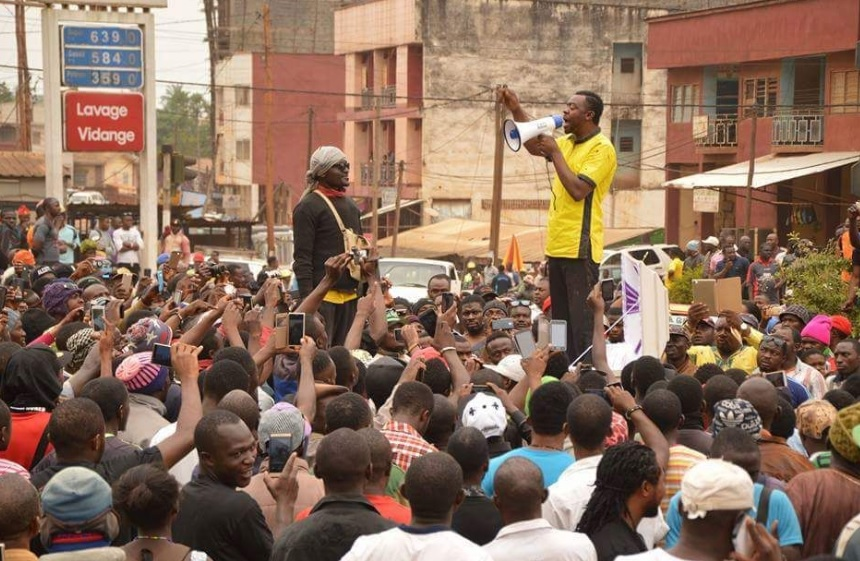
Mancho Bibixy (en jaune), un des leaders de la contestation anglophone en 2017 à Bamenda haranguant la foule durant les manifestations.

Deux syndicats d'enseignants anglophones dont le TAC (Teachers Association of Cameroon) et le CATTU (Cameroon Teachers Trade Union) lancent un appel à la grève pendant deux jours pour dénoncer la francisation du système éducatif anglophone. Cette manifestation a bel et bien eu lieu et aurait fait un mort côté grévistes.  
Avant les enseignants, et ce en octobre 2016, les avocats anglophones étaient descendus dans les rues de Bamenda pendant quatre jours pour réclamer la traduction du code de l'Organisation pour l'harmonisation en Afrique du droit des affaires en anglais. Le représentant de BBC Afrique à Bamenda, Frederick Takang souligne dans un article paru le 12 octobre 2016 que les documents mis en cause sont le code civil et les « actes uniformes » de l'Organisation pour l'harmonisation en Afrique du droit des affaires (OHADA), un organisme international dont le Cameroun est l'un des dix-sept membres.
La revendication profonde et majeure des anglophones est le fédéralisme, c'est-à-dire le retour du Cameroun à un  État composé de deux États fédéres dont l'un est francophone et l'autre anglophone comme c'était le cas avant le 20 mai 1972, date de naissance de la République unie du Cameroun et, éventuellement, de la mort de la République fédérale du Cameroun.

#### Représailles du gouvernement
Lors de sa conférence de presse donnée à Yaoundé le 15 février 2017, le ministre de la Communication, Issa Tchiroma Bakary, dévoile le chiffre de 82 comme nombre de personnes (leaders anglophones) interpellées parmi lesquelles 21 ont été libérées et 31 en attente de jugement au tribunal militaire de Yaoundé. Les chefs d'accusation sont au nombre de 11 : actes de terrorisme, hostilité contre la patrie, sécession, révolution, insurrection, outrage au président de la république, outrage aux corps constitués et aux fonctionnaires, rébellion en groupe, guerre civile, propagation de fausses nouvelles, apologie de crimes. 
Internet est coupé dans les deux régions anglophones du Cameroun (les régions du Nord-Ouest et du Sud-Ouest) du 19 janvier au 20 avril 2017, une coupure qui aurait déjà coûté près du milliard de perte à l'économie camerounaise. Internet est rétabli dans les régions anglophones le 20 avril vers 17h GMT.

### Conflit armé
En septembre 2017, les manifestations et la réaction répressive du gouvernement à celles-ci ont débouché sur une rébellion séparatiste puis un conflit armé, les séparatistes déclarant l'indépendance des régions anglophones du Cameroun sous le nom de République fédérale d'Ambazonie (Federal Republic of Ambazonia) et menant une guérilla contre l'armée camerounaise. Le gouvernement riposte par une offensive militaire afin de réprimer la rébellion, celle-ci s'étend aux régions du Nord-Ouest et du Sud-Ouest du pays. En 2019, les affrontements entre forces armées camerounaises et guérilléros des groupes séparatistes se poursuivent. 
Selon les Nations unies, le conflit a fait plus de 4.000 morts et a poussé plus de 700.000 personnes à se déplacer dans les autres régions du pays et a forcé 63.800 autres personnes à fuir vers le Nigeria voisin.